# Singapore Tennis Open 2021
Singapore Tennis Open 2021 là một giải đấu trong ATP Tour 2021 thi đấu trên mặt sân cứng trong nhà ở Singapore, Singapore. Giải đấu diễn ra tại OCBC Arena từ ngày 22 tháng 2 đến ngày 28 tháng 2 năm 2021.

## Điểm và tiền thưởng

### Phân phối điểm
| Sự kiện | VĐ  | CK  | BK | TK | Vòng 1/16 | Vòng 1/32 | Q  | Q2 | Q1 |
| Đơn     | 250 | 150 | 90 | 45 | 20        | 0         | 12 | 6  | 0  |
| Đôi     | 250 | 150 | 90 | 45 | 0         | —         | —  | —  | —  |

### Tiền thưởng
| Sự kiện | VĐ      | CK      | BK      | TK     | Vòng 1/16 | Vòng 1/32 | Q2     | Q1     |
| Đơn     | $24,770 | $18,310 | $13,730 | $9,385 | $6,410    | $4,575    | $2,345 | $1,295 |
| Đôi*    | $8,630  | $6,330  | $4,810  | $3,440 | $2,520    | —         | —      | —      |

*mỗi đội

## Nội dung đơn

### Hạt giống
| Quốc gia | Tay vợt            | Xếp hạng1 | Hạt giống |
| -------- | ------------------ | --------- | --------- |
| FRA      | Adrian Mannarino   | 36        | 1         |
| AUS      | John Millman       | 39        | 2         |
| CRO      | Marin Čilić        | 43        | 3         |
| KAZ      | Alexander Bublik   | 45        | 4         |
| JPN      | Yoshihito Nishioka | 58        | 5         |
| MDA      | Radu Albot         | 85        | 6         |
| RSA      | Lloyd Harris       | 91        | 7         |
| KOR      | Kwon Soon-woo      | 97        | 8         |

- 1 Bảng xếp hạng vào ngày 15 tháng 2 năm 2021

### Vận động viên khác
Đặc cách:
- Adrian Andreev
- Matthew Ebden
- Shintaro Mochizuki

Bảo toàn thứ hạng:
- Yuki Bhambri

Vượt qua vòng loại:
- Altuğ Çelikbilek
- Christopher Eubanks
- Thai-Son Kwiatkowski
- John-Patrick Smith

### Rút lui
- Félix Auger-Aliassime → thay thế bởi  Alexei Popyrin
- Ričardas Berankis → thay thế bởi  Marc Polmans
- Jérémy Chardy → thay thế bởi  Ernests Gulbis
- Daniel Evans → thay thế bởi  Yasutaka Uchiyama
- Cameron Norrie → thay thế bởi  Taro Daniel
- Vasek Pospisil → thay thế bởi  James Duckworth
- Casper Ruud → thay thế bởi  Jason Jung
- Emil Ruusuvuori → thay thế bởi  Roberto Marcora
- Yūichi Sugita → thay thế bởi  Yuki Bhambri
- Stefano Travaglia → thay thế bởi  Maxime Cressy

## Nội dung đôi

### Hạt giống
| Quốc gia | Tay vợt        | Quốc gia | Tay vợt            | Xếp hạng1 | Hạt giống |
| -------- | -------------- | -------- | ------------------ | --------- | --------- |
| BEL      | Sander Gillé   | BEL      | Joran Vliegen      | 77        | 1         |
| IND      | Rohan Bopanna  | JPN      | Ben McLachlan      | 89        | 2         |
| GBR      | Luke Bambridge | GBR      | Dominic Inglot     | 111       | 3         |
| AUS      | Matthew Ebden  | AUS      | John-Patrick Smith | 151       | 4         |

- Bảng xếp hạng vào ngày 15 tháng 2 năm 2021.

### Vận động viên khác
Đặc cách:
- Shaheed Alam /  Roy Hobbs
- James Cerretani /  Adil Shamasdin

### Rút lui
Trước giải đấu
- Dan Evans /  Lloyd Glasspool → thay thế bởi  Purav Raja /  Ramkumar Ramanathan
- Radu Albot /  Ričardas Berankis → thay thế bởi  Robert Galloway /  Alex Lawson
- Harri Heliövaara /  Emil Ruusuvuori → thay thế bởi  Taro Daniel /  Jason Jung
- Lloyd Harris /  Stefano Travaglia → thay thế bởi  Evan King /  Hunter Reese
- Jérémy Chardy /  Fabrice Martin → thay thế bởi  Sriram Balaji /  Luca Margaroli
- Treat Huey /  Christopher Rungkat → thay thế bởi  Thai-Son Kwiatkowski /  Christopher Eubanks

Trong giải đấu
- Kwon Soon-woo /  Yasutaka Uchiyama

## Nhà vô địch

### Đơn
- Alexei Popyrin đánh bại  Alexander Bublik, 4–6, 6–0, 6–2.

### Đôi
- Sander Gillé /  Joran Vliegen đánh bại  Matthew Ebden /  John-Patrick Smith, 6–2, 6–3.